# Les Gets
Les Gets – miejscowość i gmina we Francji, w regionie Owernia-Rodan-Alpy, w departamencie Górna Sabaudia.
Według danych na rok 1990 gminę zamieszkiwało 1287 osób, a gęstość zaludnienia wynosiła 43 osoby/km² (wśród 2880 gmin regionu Rodan-Alpy Les Gets plasuje się na 649. miejscu pod względem liczby ludności, natomiast pod względem powierzchni na miejscu 220.).